# Verbeeld verleden
Verbeeld verleden was een project van de gemeente Groningen dat heeft geleid tot de realisatie in 1997 van vijf kunstwerken die verwijzen naar de (Joodse) geschiedenis van de Folkingestraat. De straat ligt tussen het Gedempte Zuiderdiep en de Vismarkt. Door de aanleg van de H.N. Werkmanbrug (1994) bij het Groninger Museum is de straat onderdeel geworden van de wandel- en fietsverbinding tussen het Hoofdstation en de Groninger binnenstad.

## Achtergrond
De Folkingestraat vormde in de 19e en de eerste helft van de 20e eeuw het centrum van de Joodse buurt in Groningen. Tijdens de Tweede Wereldoorlog werden de meeste Joodse bewoners van de stad weggevoerd en slechts een klein aantal kwam terug. In 1994 werd de straat heringericht in het kader van het project 'Binnenstad Beter'. Er werden in de jaren daarop diverse activiteiten ontplooid om de geschiedenis van de straat en de joodse gemeenschap te laten zien: in de synagoge werd een tentoonstelling gehouden en er verscheen een boek.
De gemeente Groningen schreef een kunstopdracht uit, waarbij kunstenaars werden uitgenodigd de geschiedenis van de straat te verbeelden. De kunstwerken mochten geen "ruimtelijk object op straatniveau" zijn en moesten aan duurzaamheidseisen voldoen. Door vertegenwoordigers uit de straat, de gemeente en de joodse gemeenschap werden vijf kunstenaars geselecteerd die hun ontwerp mochten uitvoeren. In mei 1997 werd het project afgerond.

## Kunstwerken

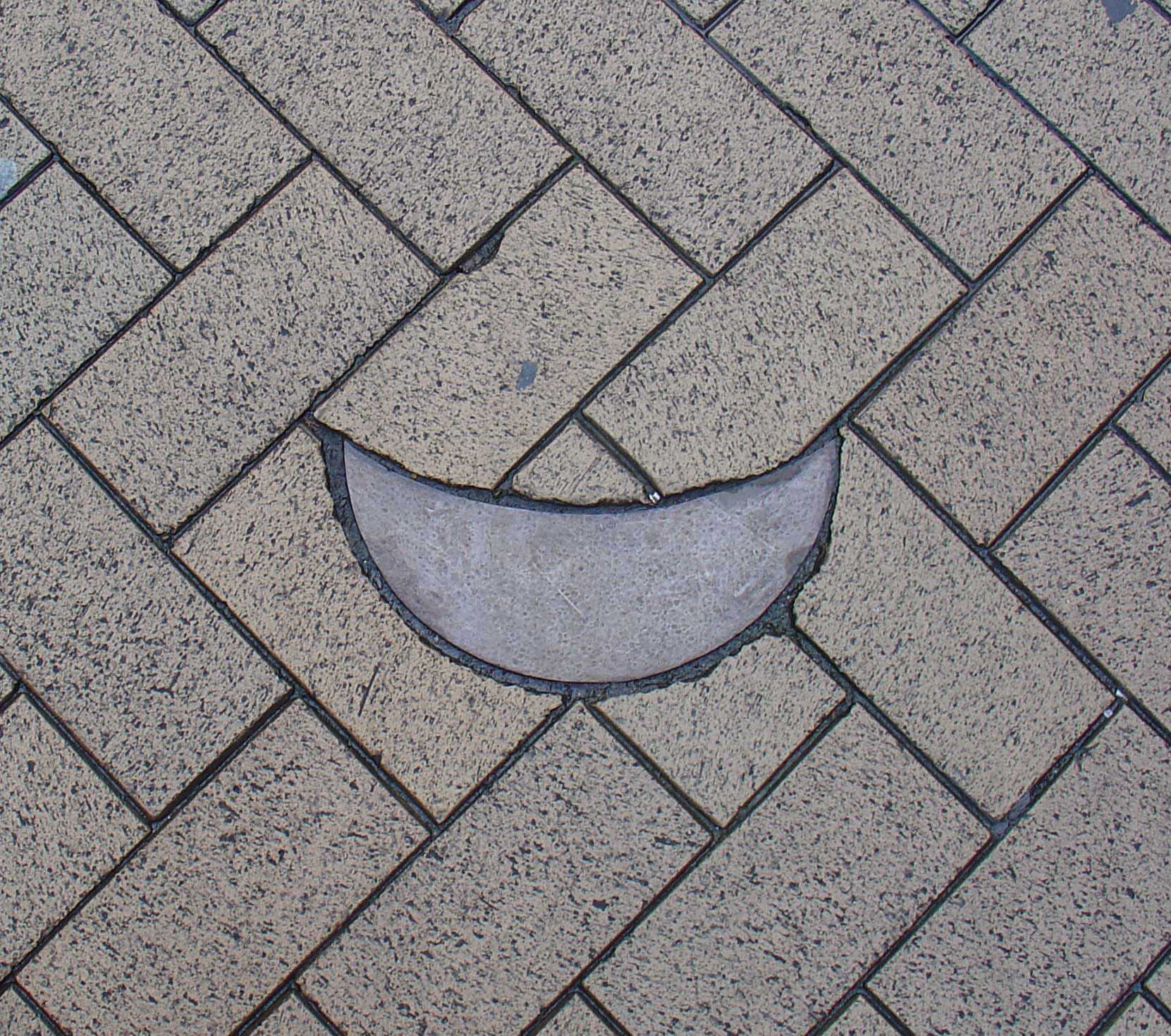
Galgal hamazalot
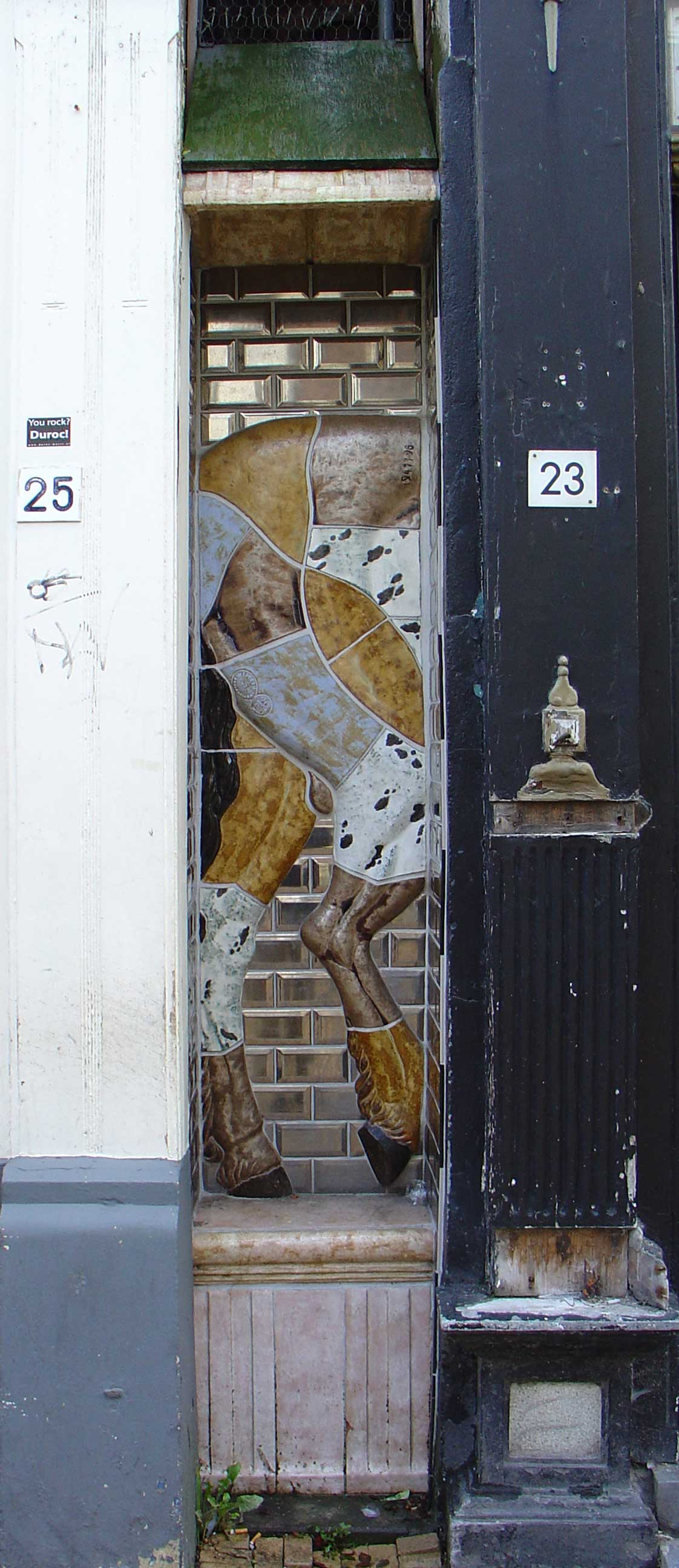
Het voorgesneden paradepaard
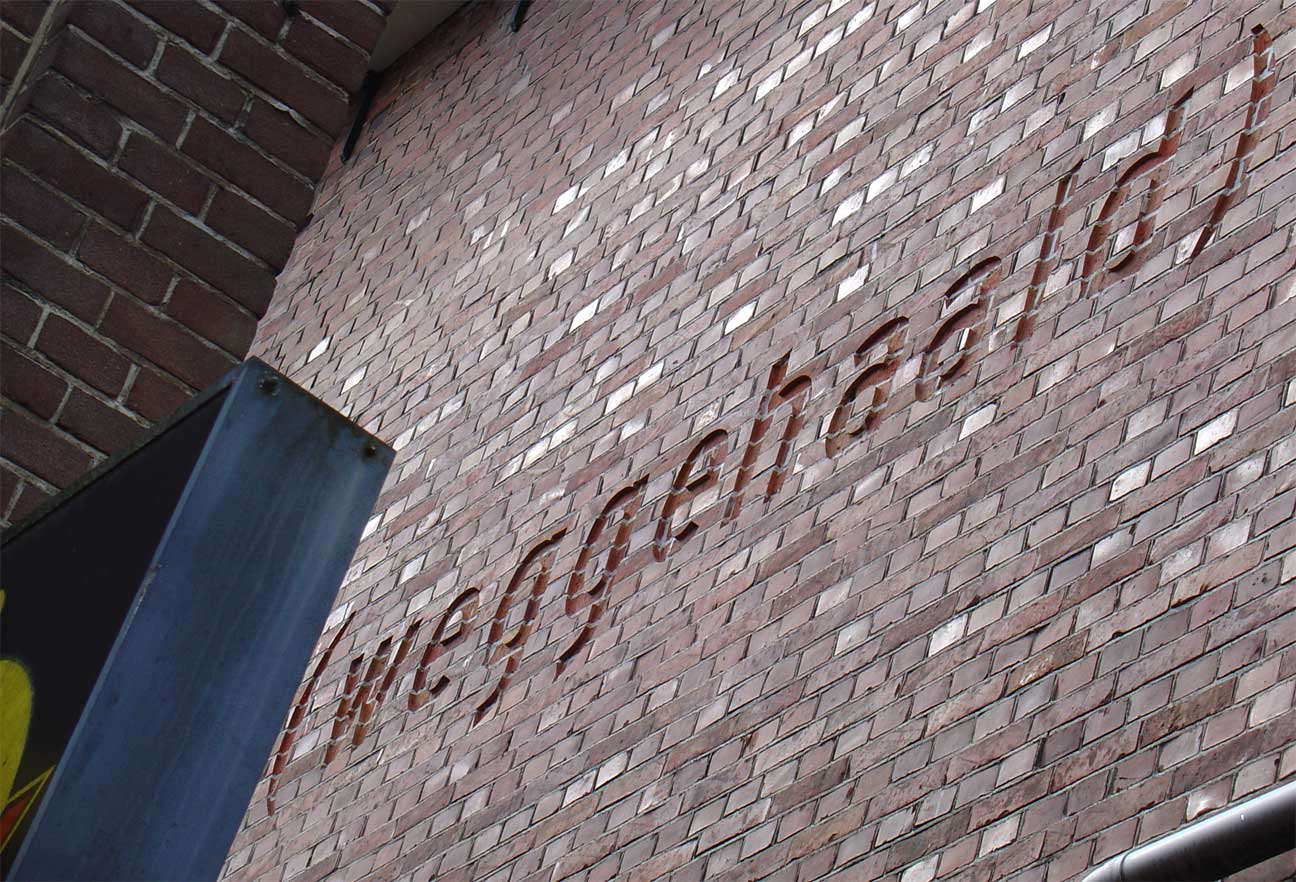
Ook hier
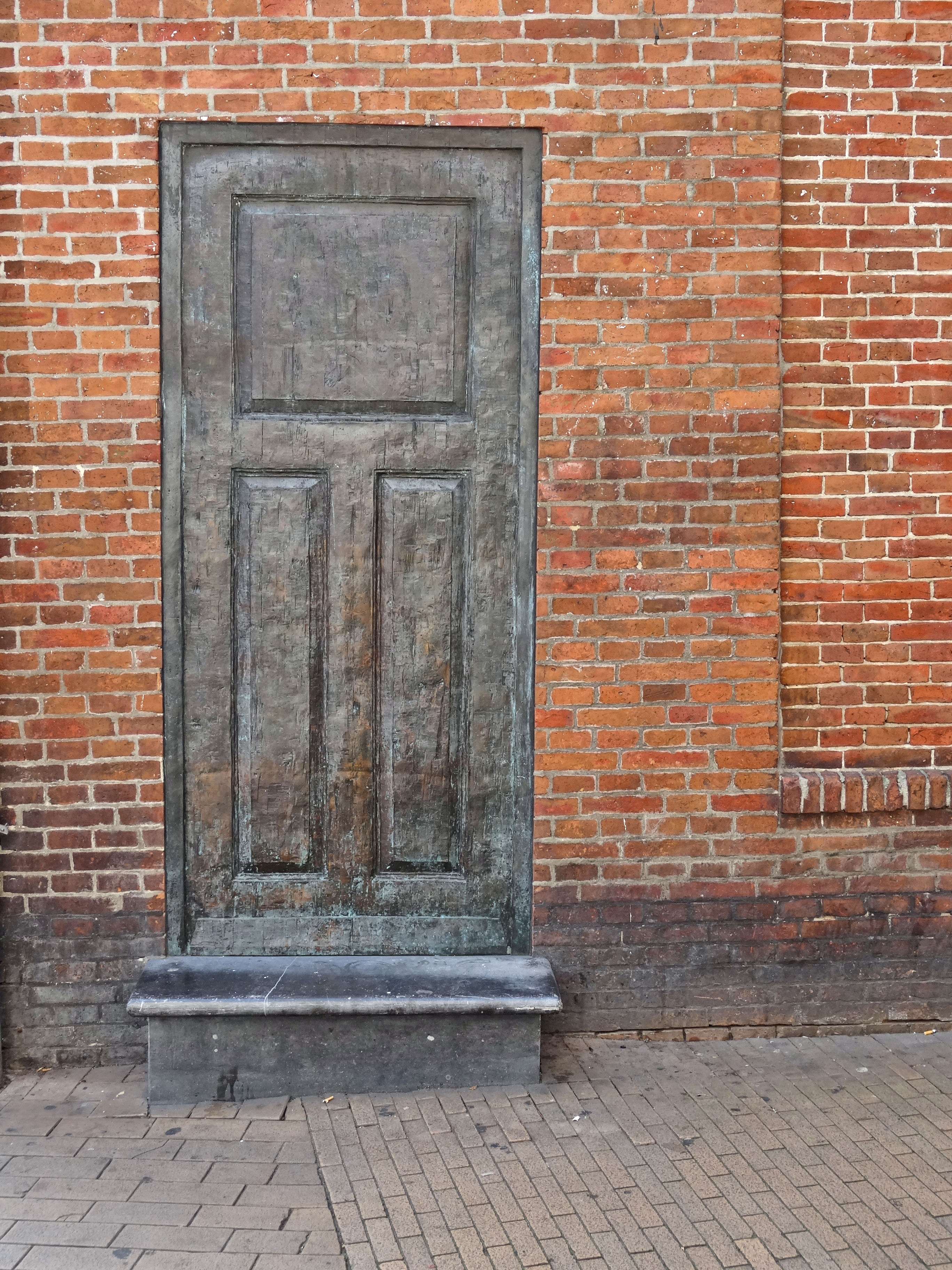
Portaal
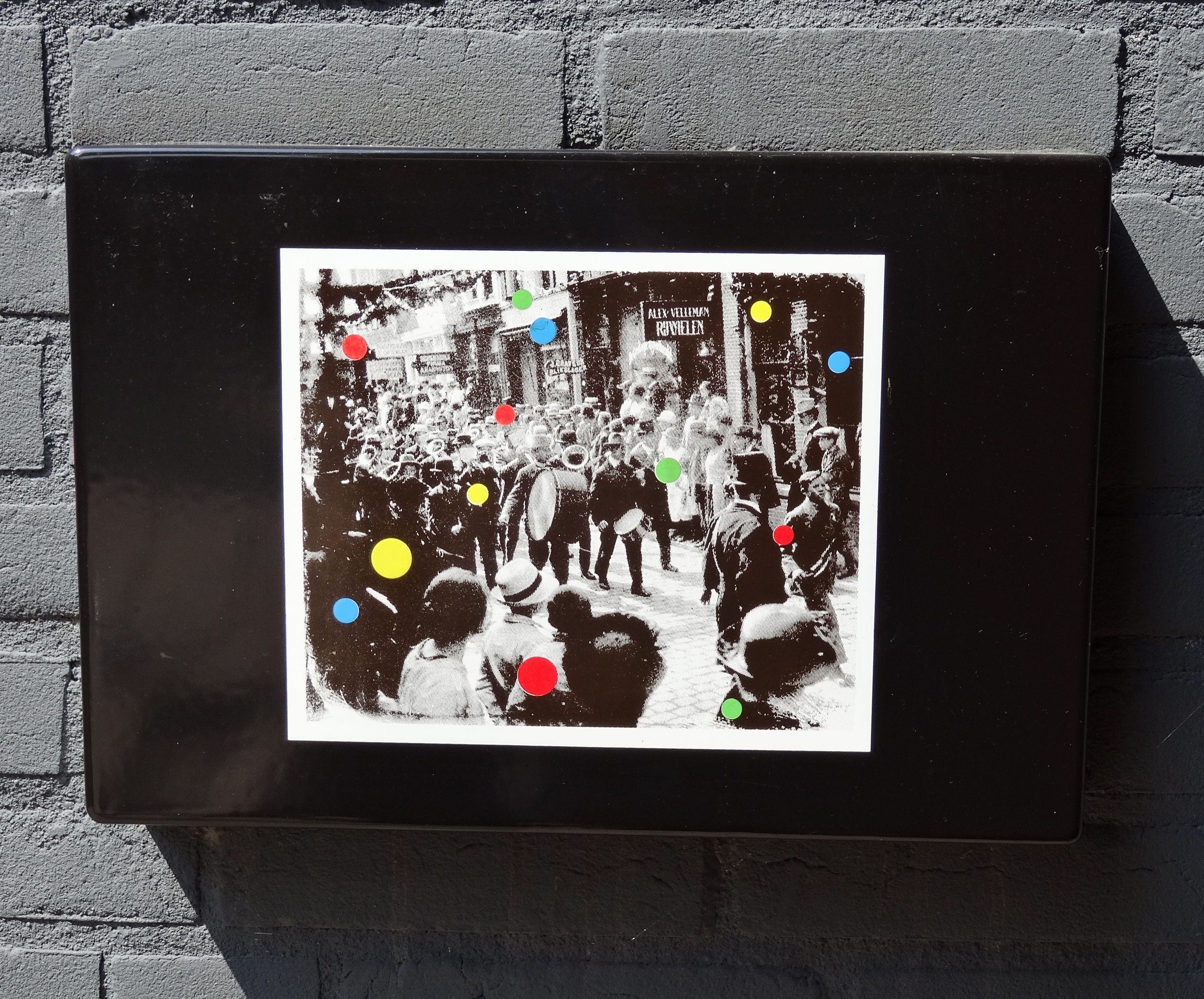
zonder titel

### Galgal hamazalot
Vanaf beide zijden van de straat, vanaf de Vismarkt en het Gedempte Zuiderdiep, zijn in de bestrating wassende manen in brons aangebracht. In het midden komen zij samen in een volle maan. 

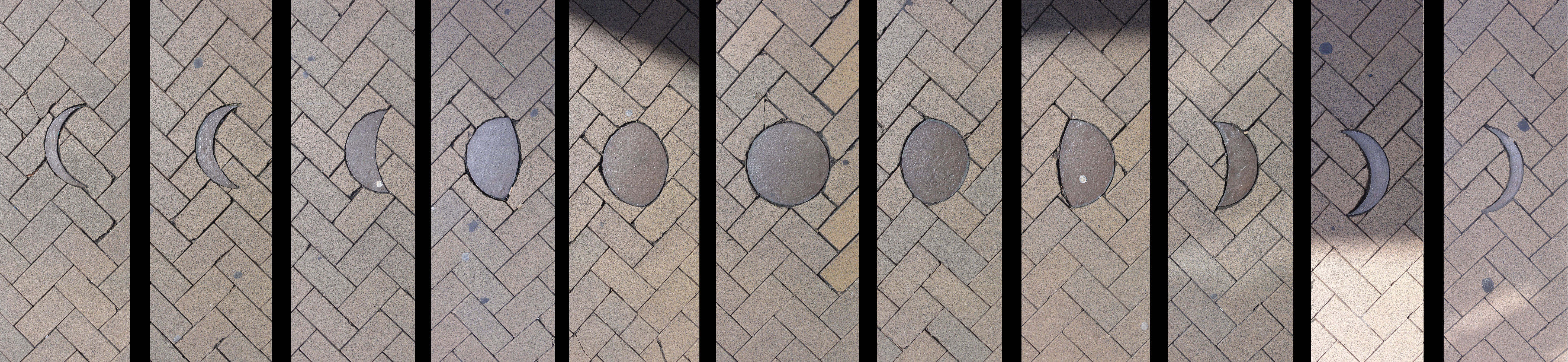
De maancyclus

Het werk Galgal hamazalot (Hebreeuws voor zodiak) van Joseph Semah geeft de maancyclus weer als metafoor voor de levenscyclus. Tegelijkertijd vormen de maansikkels samen een oog, een oog 'dat gezien heeft wat er is gebeurd'.

### Het voorgesneden paradepaard
Aan de Folkingestraat 23 zat voor de oorlog een paardenslager. Het inspireerde Marijke Gémessy tot het maken van het keramisch reliëf Het voorgesneden paradepaard, waarop in de achterhand van een paard de verschillende delen van het paardenvlees kunnen worden onderscheiden, voorzien van een keurmerk. Het kunstwerk is in de gevel naast de voordeur verwerkt.

### Ook hier
In het steegje naar buurthuis De Holm verwijst het kunstwerk van Peter de Kan naar de weggevoerde joden: hoog in de zijgevel van Folkingestraat 9b is als een inscriptie (weggehaald) te zien, dat is ontstaan door het verwijderen van bakstenen.

### Portaal
Beeldhouwer Gert Sennema plaatste in een blinde muur van het pand aan de Folkingestraat 67 (op de hoek met het Gedempte Zuiderdiep) een deur met een hardstenen opstapje. De deur, die van zwaar hout lijkt te zijn gemaakt, werd uitgevoerd in brons. Hij staat symbool voor de door de oorlog afgesloten geschiedenis van de straat.

### Zonder titel
Kunstenares Allie van Altena bewerkte 19e-eeuwse foto's van het straatbeeld en maakte daarmee geëmailleerde borden die in drie portieken in de straat werden opgehangen. De oorspronkelijke borden bij de nummers 10 en 20 zijn nog aanwezig, het bord voor nummer 47 is een replica, geplaatst op 31 augustus 2022 nadat het oorspronkelijke exemplaar bij een verbouwing in 2008 was zoekgeraakt.